# إد هيرن
إد هيرن (بالإنجليزية: Ed Hearn)‏ هو لاعب كرة قاعدة أمريكي، ولد في 23 أغسطس 1960 في ستيوارت في الولايات المتحدة.

## وصلات خارجية
- إد هيرن على موقع دوري كرة القاعدة الرئيسي (الإنجليزية)
- إد هيرن على موقعبيزبول رفرنس.كوم (الدوري الرئيسي) (الإنجليزية)
- إد هيرن على موقعبيزبول رفرنس.كوم (الدوري الثانوي) (الإنجليزية)
- إد هيرن على موقع جمعية أبحاث البيسبول الأمريكية (الإنجليزية)
- إد هيرن على موقع إي إس بي إن.كوم (أم.أل.بي) (الإنجليزية)
- إد هيرن على موقع مشجعي الرسوم البيانية (الإنجليزية)